# Johnny Mack Brown
Johnny Mack Brown (1 de septiembre de 1904 - 14 de noviembre de 1974) fue un actor cinematográfico estadounidense, además de jugador de fútbol americano universitario.

## Biografía
Nacido y criado en Dothan, Alabama, era hijo de Ed y Mattie Brown, uno de ocho hermanos. Sus padres eran comerciantes. Brown fue una estrella de fútbol americano en la high school, ganándose una beca por la Universidad de Alabama. Jugando en el puesto de halfback en el equipo de su universidad, el Alabama Crimson Tide, se ganó el apodo de "Antílope Dothan", ayudando a que su formación ganara en 1926 el campeonato de la NCAA Division I-A. En el Rose Bowl de ese año se ganó el título de Mejor Jugador en un partido contra los Washington Huskies. Pop Warner lo llamó "uno de los jugadores de fútbol americano más rápidos que he visto en mi vida". 
Su aspecto físico y robustez le valieron ser retratado en las cajas de cereales, en 1927, recibió una oferta para hacer una prueba cinematográfica, del director y productor de Hollywood King Vidor, como resultado de la cual inició una carrera de éxito en Hollywood. Así, interpretó al enamorado de Mary Pickford en Coquette, el primer filme sonoro de la actriz y por el cual ella ganó un Oscar.
Actuó en pequeños papeles hasta 1930, cuando fue elegido como protagonista de un western titulado Billy the Kid, dirigido por King Vidor y coprotagonizado por Wallace Beery. Brown aparecía en los créditos por delante de Beery, que más adelante sería el actor mejor pagado del estudio. También en 1930, Brown fue el enamorado de Joan Crawford en Montana Moon. Brown siguió rodando títulos de primera clase bajo el nombre de John Mack Brown, entre ellos The Secret Six (1931), con Wallace Beery, Jean Harlow y Clark Gable) y The Last Flight (1931), siendo preparado por MGM para ser primer actor hasta que, de modo abrupto, fue reemplazado en un film en 1931 por una estrella emergente, Clark Gable.
Con un nuevo nombre artístico, Johnny Mack Brown, inició otra fase de su carrera, que le llevó a trabajar en westerns de bajo presupuesto, llegando a ser una de las estrellas del género en serie B y rodando 127 filmes, entre ellos Ride 'Em Cowboy, con Bud Abbott y Lou Costello. Además, Brown también protagonizó cuatro seriales cinematográficos para Universal Studios (Rustlers of Red Dog, Wild West Days, Flaming Frontiers y The Oregon Trail), convirtiéndose en un héroe para millones de niños. 
Debido a que la popularidad del género western de serie B decayó, Johnny Mack Brown dejó el cine en 1953. Sin embargo, volvió más de diez años después, actuando en papeles secundarios en unos pocos westerns. En total, Brown actuó en más de 160 películas entre 1927 y 1966, además de participar también en programas televisivos.
Johnny Mack Brown falleció en 1974 en Woodland Hills (Los Ángeles), California, a causa de una insuficiencia cardiaca. Sus restos fueron incinerados y enterrados en el Cementerio Forest Lawn Memorial Park de Glendale (California).

## Premios y reconocimientos
Por sus contribuciones a la industria cinematográfica, Brown fue incluido en el Paseo de la Fama de Hollywood en 1960 con una estrella de cine en 6101 Hollywood Boulevard. Recibió un premio Bota de Oro póstumo en 2004 por sus contribuciones al género de entretenimiento western. En 1969, Brown fue incluido en el Salón de la Fama de los Deportes de Alabama.
La ciudad natal de Brown celebra anualmente el Johnny Mack Brown Western Festival porque “si alguien alguna vez llamó la atención sobre Dothan, ese fue Johnny Mack Brown”, dijo un funcionario de la ciudad.